# Henri Contenet

Henri Contenet hinter Marius Thé

Henri Contenet (* 15. Oktober 1875 in Paris; † 1962) war ein französischer Radrennfahrer.
Henri Contenet war einer der populärsten Bahnradsportler Frankreichs vor dem Ersten Weltkrieg. Contenet war einer der wenigen Rennfahrer, die zunächst als Schrittmacher begannen und dann selber Steher wurden. Er fuhr Steherrennen hinter den Schrittmachern Marius Thé und Alessandro Anzani und gewann zahlreiche Große Preise. 1902 wurde er Vize-Europameister der Profi-Steher und 1903 französischer Meister. 1905 wurde er Dritter der Europameisterschaft, 1902, 1904 und 1908 jeweils Dritter der französischen Stehermeisterschaft. Nachdem er den Stundenweltrekord für Steher bereits zweimal verbessert hatte, gelang ihm 1903 mit 78,360 Kilometern pro Stunde eine neue Bestmarke.
1911 machte Contenet seinen Pilotenschein. Sein Pech beim Fliegen wurde legendär. Nach 1918 führte er eine Gastwirtschaft.